# Shin Sae-kyeong
Shin Sae-kyeong (신세경?, Sin Se-gyeongLR; Seul, 29 luglio 1990) è un'attrice sudcoreana.

## Carriera
Shin Sae-kyeong esordisce nell'industria dell'intrattenimento all'età di otto anni, comparendo sulla copertina e sul poster dell'album Take Five di Seo Taiji; come attrice bambina, appare nello show Ppo Ppo Ppo e nel drama storico del 2004 Toji. Seguono film cinematografici e il ruolo della giovane principessa Cheonmyeong, sorella di Seondeok di Silla, in Seondeok yeo-wang nel 2009, anno in cui inizia a ricevere riconoscimenti e ad interpretare parti da protagonista.

## Filmografia

### Cinema
- Eorin sinbu (어린 신부), regia di Kim Ho-jun (2004)
- Cinderella (신데렐라), regia di Bong Man-dae (2006)
- Ogamdo (오감도), regia di Oh Ki-hwan (2009)
- Acoustic (어쿠스틱), regia di Yoo Sang-hun (2010)
- Pureun sogeum (푸른소금), regia di Lee Hyun-seung (2011)
- R2B: Return to Base (알투비: 리턴투베이스), regia di Kim Dong-won (2012)
- Tazza: Sin-ui son (타짜: 신의 손), regia di Kang Hyeong-cheol (2014)

### Televisione
- Toji (토지) – serie TV (2004)
- Seondeok yeo-wang (선덕여왕) – serie TV (2009)
- Jibung tturko high kick! (지붕 뚫고 하이킥!) – serie TV (2009-2010)
- Ppuri gip-eun namu (뿌리 깊은 나무) – serie TV (2011)
- High kick! - Jjarb-eun dari-ui yeokseup (하이킥! 짧은 다리의 역습) – serie TV (2011-2012)
- Fashion wang (패션왕) – serie TV (2012)
- Neongkuljjae gulleo-on dangsin (넝쿨째 굴러온 당신) – serie TV (2012)
- Namjaga saranghal ttae (남자가 사랑할 때) – serie TV (2013)
- Iron Man (아이언맨) – serie TV (2014)
- Naemsaereul boneun sonyeo (냄새를 보는 소녀) – serie TV (2015)
- Yungnyong-i nareusya (육룡이 나르샤) – serie TV, 50 episodi (2015-2016)
- Habaeg-ui sinbu 2017 (하백의 신부?) – serie TV (2017)
- Rookie Historian Goo Hae-ryung (신입사관 구해령) – serie TV, 20 episodi (2019)
- Run On (런 온?) – serie TV (2020)
- Il re e la spia (세작, 매혹된 자들?) – serie TV (2024)

## Videografia
Shin Sae-kyeong è apparsa nei seguenti video musicali:
- 1999 – "MCMXCIX" dei 1999 대한민국
- 2010 – "Don't Say Anything" dei BlueBrand

## Discografia
- 2010 – "The Snow Melts" (Love Tree Project Vol. 1)
- 2010 – "Confessions of a Dangerous Broccoli" (Acoustic OST)
- 2011 – "Blue in a Summer Day" (feat. MY Q – Pureun sogeum OST)
- 2012 – "You Were Sweet" (feat. Sweden Laundry)
- 2012 – "Sweet Christmas" (feat. Epitone Project)

## Riconoscimenti
| Anno | Premio                                        | Categoria                                              | Ricevente              | Risultato       |
| ---- | --------------------------------------------- | ------------------------------------------------------ | ---------------------- | --------------- |
| 2009 | MBC Entertainment Awards                      | Best New Actress                                       | Jibungtturko High Kick | Vincitore/trice |
| 2009 | MBC Entertainment Awards                      | Best Couple Award in a Comedy/Sitcom con Yoon Shi-yoon | Jibungtturko High Kick | Vincitore/trice |
| 2010 | Mnet 20's Choice Awards                       | 20's Most Influential Star                             |                        | Vincitore/trice |
| 2010 | Baeksang Arts Awards                          | Best New Actress (TV)                                  | Jibungtturko High Kick | Candidato/a     |
| 2011 | Bucheon International Fantastic Film Festival | Fantasia Award                                         | Jibungtturko High Kick | Vincitore/trice |
| 2011 | Style Icon Awards                             | New Icon Award                                         |                        | Vincitore/trice |
| 2011 | Grand Bell Awards                             | Best New Actress                                       | Pureun sogeum          | Candidato/a     |
| 2011 | Blue Dragon Film Awards                       | Best New Actress                                       | Pureun sogeum          | Candidato/a     |
| 2011 | Korea Visual Arts Festival                    | Photogenic Award, TV category                          | Ppuri gip-eun namu     | Vincitore/trice |
| 2011 | SBS Drama Awards                              | Excellence Award, Actress in a Drama Special           | Ppuri gip-eun namu     | Vincitore/trice |
| 2012 | Mnet 20's Choice Awards                       | 20's Female Drama Star                                 | Ppuri gip-eun namu     | Candidato/a     |
| 2012 | Seoul International Drama Awards              | Outstanding Korean Actress                             | Ppuri gip-eun namu     | Candidato/a     |
| 2012 | Korea Drama Awards                            | Top Excellence Award, Actress                          | Fashion wang           | Candidato/a     |
| 2012 | SBS Drama Awards                              | Top Excellence Award, Actress in a Miniseries          | Fashion wang           | Candidato/a     |
| 2013 | MBC Drama Awards                              | Excellence Award, Actress in a Miniseries              | Namjaga saranghal ttae | Vincitore/trice |
| 2014 | Blue Dragon Film Awards                       | Popular Star Award                                     | Tazza: Sin-ui son      | Vincitore/trice |
| 2014 | KBS Drama Awards                              | Excellence Award, Actress in a Miniseries              | Iron Man               | Candidato/a     |